# Anolis chocorum
Anolis chocorum este o specie de șopârle din genul Anolis, familia Polychrotidae, descrisă de Williams și Duellman 1967. Conform Catalogue of Life specia Anolis chocorum nu are subspecii cunoscute.